# El Paso (Illinois)
El Paso ist eine Kleinstadt (mit dem Status „City“) im Woodford und im McLean County im nördlichen Zentrum des US-amerikanischen Bundesstaates Illinois. Das U.S. Census Bureau hat bei der Volkszählung 2020 eine Einwohnerzahl von 2.756 ermittelt.

## Geographie
El Paso erstreckt sich über vier Quadratkilometer. Der Ort verteilt sich auf die El Paso und die Panola Township im Woodford County sowie die Gridley Township im McLean County.

### Nachbargemeinden
Benachbarte Orte von El Paso sind Panola (6 Kilometer nördlich), Gridley (12 Kilometer östlich), Kappa (9 Kilometer südlich) und Secor (11 Kilometer westlich). Größere Städte der Umgebung sind Bloomington (32 Kilometer südlich) und Peoria (51 Kilometer westlich).
Die nächstgelegenen Metropolen sind Chicago (199 Kilometer nordöstlich), Indianapolis (309 Kilometer südöstlich) und St. Louis 292 Kilometer südwestlich.

## Verkehr
Durch die westlichen Stadtteile von El Paso führt in Nord-Süd-Richtung die Interstate 39. In der Innenstadt kreuzt der in westöstlicher Richtung verlaufende U.S. Highway 24 die von Nord nach Süd führende Illinois State State Route 251. Alle weiteren Straßen sind unbefestigte Fahrwege oder innerörtliche Verbindungsstraßen.
Parallel zur IL 251 verläuft eine Eisenbahnlinie der Toledo, Peoria and Western Railway. Auf der Trasse einer früheren von Nord nach Süd führenden weiteren Bahnlinie verläuft heute der El Paso Walking Trail.
Der nächstgelegene Flugplatz ist der 40 Kilometer südsüdöstlich gelegene Central Illinois Regional Airport; der nächste Großflughafen ist der 200 Kilometer nordöstlich gelegene O’Hare International Airport in Chicago.

## Demografische Daten
Nach der Volkszählung im Jahr 2010 lebten in El Paso 2810 Menschen in 734 Haushalten. Die Bevölkerungsdichte betrug 700,7 Einwohner pro Quadratkilometer. In den 734 Haushalten lebten statistisch je 2,5 Personen.
Ethnisch betrachtet setzte sich die Bevölkerung zusammen aus 97,0 Prozent Weißen, 0,6 Prozent Afroamerikanern, 0,3 Prozent amerikanischen Ureinwohnern, 0,7 Prozent Asiaten sowie 0,3 Prozent aus anderen ethnischen Gruppen; 1,0 Prozent stammten von zwei oder mehr Ethnien ab. Unabhängig von der ethnischen Zugehörigkeit waren 1,3 Prozent der Bevölkerung spanischer oder lateinamerikanischer Abstammung.
24,8 Prozent der Bevölkerung waren unter 18 Jahre alt, 59,3 Prozent waren zwischen 18 und 64 und 15,9 Prozent waren 65 Jahre oder älter. 51,7 Prozent der Bevölkerung war weiblich.

Das mittlere jährliche Einkommen eines Haushalts lag bei 49.309 USD. Das Pro-Kopf-Einkommen betrug 22.300 USD. 9,4 Prozent der Einwohner lebten unterhalb der Armutsgrenze.

## Persönlichkeiten
- Fulton John Sheen (1895–1979), römisch-katholischer Bischof